# Gabriel Bréfeil
Gabriel Bréfeil, est un architecte français, né le 27 janvier 1838 à Toulouse, et mort le 21 novembre 1906  à Toulouse.

## Biographie
Élève de l'École des beaux-arts et des sciences industrielles de Toulouse entre 1854 et 1860, il a eu comme professeur l'architecte toulousain Henry Bach qui a construit l'église de Montbeton entre 1878 et 1882. Il a obtenu le prix municipal d'architecture en 1860.
En 1860, il échoue au concours d'admission à l'École impériale des beaux-arts de Paris mais il est accepté dans l'atelier de Charles-Auguste Questel. Il repasse le concours en 1861 où il est reçu en seconde classe. Il reçoit quelques mentions entre 1862 et 1866 mais pas suffisamment pour passer en première classe.
Il revient à Toulouse, nommé professeur suppléant de la classe d'art graphique à l'École des beaux-arts et des sciences industrielles de Toulouse et 1868, puis titulaire en 1877, jusqu'en 1906. Il donne aussi des cours de perspective entre 1877 et 1879. Il est professeur d'art graphique au lycée de garçons.
En 1872, il est nommé au conseil départemental des bâtiments civils de Haute-Garonne.
Il a exercé son activité d'architecte entre 1869 et 1906, essentiellement dans le Tarn-et-Garonne. Il a construit entièrement ou partiellement une vingtaine d'églises dans ce département entre 1876 et 1900. C'est un adepte du style néo-gothique. Seule la chapelle Notre-Dame de Lapeyrouse à Lafrançaise a été construite dans le style romano-byzantin. 
Il s'est marié en 1876 avec Claire Julien dont il a eu deux filles : Claire et Marie.

## Ouvrages principaux

### Églises reconstruites par Gabriel Bréfeil

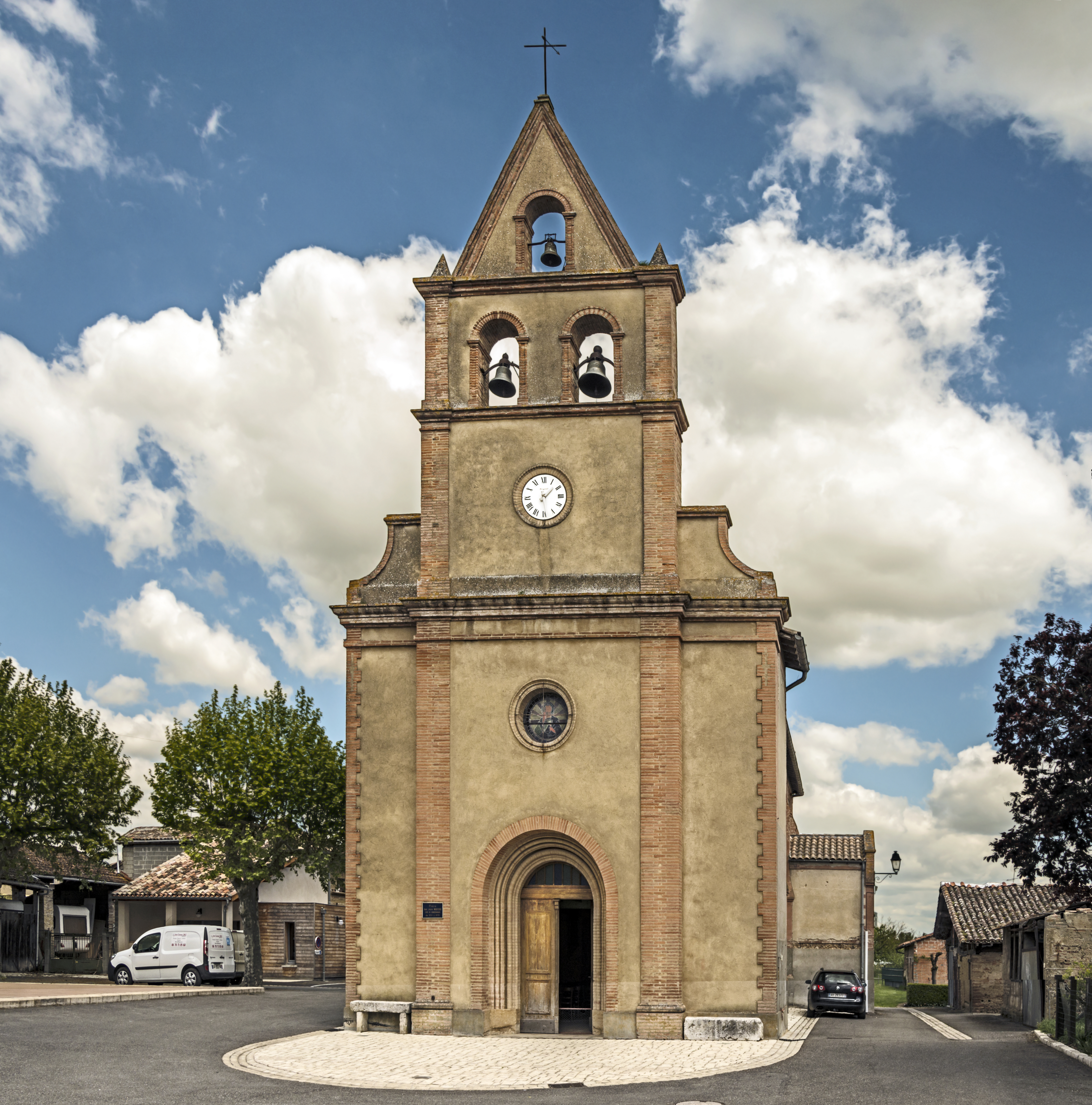
Église de Comberouger

- Église Saint-Jacques de Mas-Grenier (1876-1878).
- Église Notre-Dame de Lapeyrouse, à Lafrançaise (1877-1879), inscrite au titre des monuments historiques en 1992[2],[3].
- Église Notre-Dame-de-l'Assomption de Caussade, sauf le clocher (1878-1882).
- Église Saint-Séverin d'Escazeaux (1885-1887).
- Église Sainte-Juliette-Saint-Cirice de Sainte-Juliette, sauf le clocher (1888).
- Église Saint-Michel de Montaigu-de-Quercy, sauf le clocher (1890-1892).
- Église Saint-Georges de Lafrançaise (1894-1897).
- Église de Comberouger (1894-1896).
- Église de Cordes-Tolosannes (1895).
- Église Saint-Jacques de Garganvillar (1896).
- Église Saint-Laurent de Faudoas (1900).

### Églises partiellement reconstruites par Gabriel Bréfeil
- Église Saint-Benoît de Moissac.

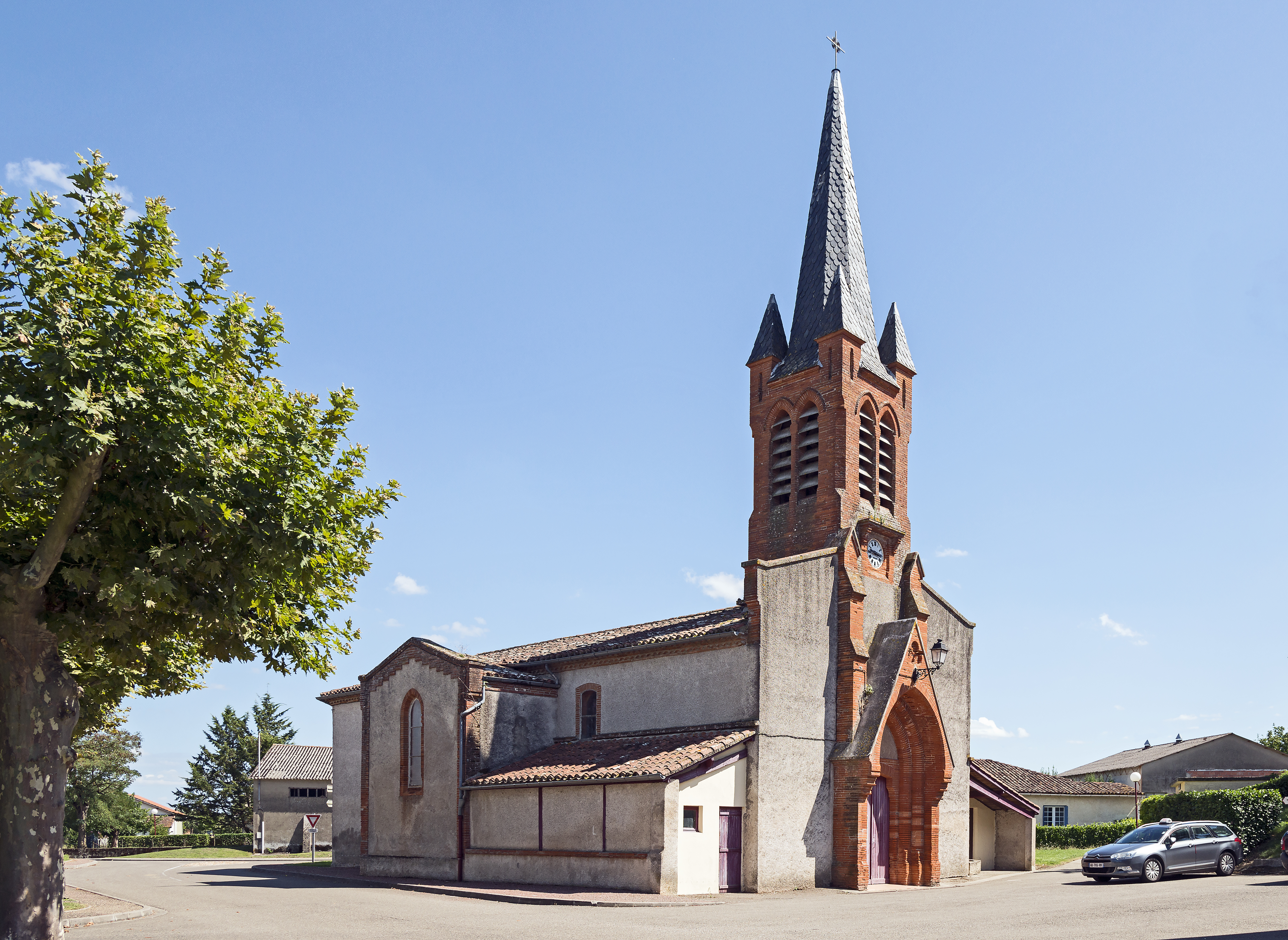
Clocher de l'église Saint-Martin de Montbartier.

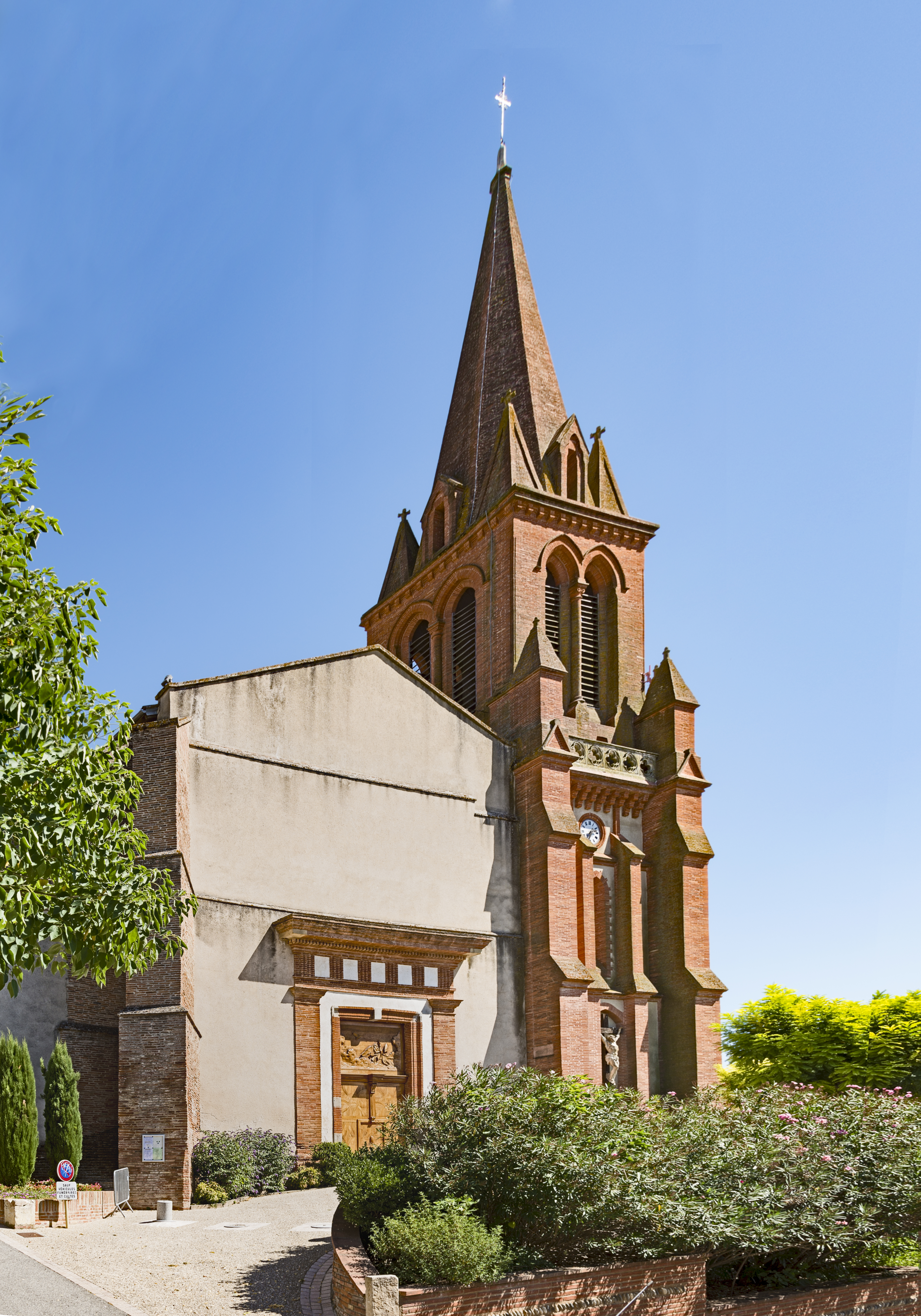
Église Saint-Martin de Castelnau-d'Estrétefonds

- Église Sainte-Quitterie de Vigueron.
- Clocher de l'église Saint-François-de-Paule des Minimes de Toulouse.
- Clocher de l'église Saint-Martin de Montbartier.
- Église de Molières.
- La nef de l'église de la Transfiguration de Bouloc.
- Église Saint-Jean-Baptiste de Réalville[4].
- Église de Cos.
- Église Saint-Martin de Castelnau-d'Estrétefonds inscrite au titre des monuments historiques en 2001[5].
- Église Notre-Dame-et-Saint-Genès de Sauveterre modifiée en 1902 par Gabriel Bréfeil[6].

### Écoles construites par Gabriel Bréfeil
- Mairie-école de La Salvetat (1882-1884)[7],[8].
- Mairie-école de Belmontet (1883-1884)[9].
- École élémentaire Littré de Toulouse (1905)[10].

## Décorations
- Médaille de bronze à l'exposition des produites des Beaux-Arts et de l'industrie de Toulouse en 1865.
- Palmes d'officier d'Académie en 1887.